# تامار نوواس
تامار نوواس (اسپانیایی: Tamar Novas‎؛ زادهٔ ۳ اکتبر ۱۹۸۶) بازیگر اهل اسپانیا است. وی از سال ۱۹۹۷ میلادی تاکنون مشغول فعالیت بوده است.
از فیلم‌ها یا برنامه‌های تلویزیونی که وی در آن نقش داشته است، می‌توان به آغوش‌های گسسته، دریای درون، اشباح گویا، زبان پروانه‌ها، الیسا و مارسلا، متهم و کارلوس، پادشاه امپراتور اشاره کرد.